# Тактические медиа
Тактические медиа — считающиеся альтернативными средства массовой информации, выражающие точку зрения общественного и политического меньшинства, которая по определенным причинам не может быть озвучена в широко распространенных изданиях прессы и на телевидении. Тактические медиа представляют собой малозатратные и технологичные средства коммуникации, создаваемые для проведения политических кампаний и акций, продвижения протестных настроений, идей инакомыслия, а также формирования сетей или акций в киберпространстве.

## Возникновение тактических медиа
Считается, что тактические СМИ появились после падения Берлинской стены, когда произошло определенное возрождение социальной, политической, экономической и медиа-активности. Эта медиа-активность создала основу для развития тактических средств массовой информации. Во многих отношениях это стало возможным благодаря доступности более дешевых технологий и открытым формам распространения, таким как телевидение и Интернет. Благодаря тактическим средствам массовой информации участники могут привлечь внимание общества к проблеме, которая их касается.
Большинство исследователей феномена тактических средствах массовой информации приходят к выводу, что их нынешняя форма и смысл вытекают из работ французского философа Мишеля де Серто, в частности в его эссе 1984 года «Практика повседневности» Де Серто охарактеризовал поп-культуру как не «сферу текстов и артефактов», а как «набор практик и операций, производимых на уровне текстуальных или текстообразных структур». Он писал, что мы, в качестве потребителей, используем тексты и артефакты вокруг нас «тактически», то есть более творчески и революционно . Процесс потребления описывается как набор тактик, посредством которых слабый извлекает пользу из сильного.
Сам термин «тактические медиа» впервые появился в 1996 году. Его использовали авторы манифеста «The ABC of tactical media» Давид Гарсиа и Герт Ловинк. Затем термин закрепился в рамках второго мирового фестиваля независимых и тактических медиа «NEXT5MINUTES», который происходил в Амстердаме на базе медиацентров «De Waag» и «De Balie».
Если до начала эпохи цифровых СМИ преимущественное право в области создания и публикации новостей было закреплено за профессиональным журналистским сообществом, то сейчас практически любой человек может совершенно свободно производить и распространять информационный контент. Упрощение и удешевление доступа рядовых пользователей к IT-технологиям и к «новым медиа» вывели в публичное пространство огромное количество людей. Анализируя масштабы распространения информации, специалисты массмедиа увидели в этом возможность плавного перехода от вертикального (стратегического) к более горизонтальному, антииерархическому, более свободному (тактическому) миру, в котором владение информацией принадлежит всем членам социума, без влияния политически и финансово ангажированных СМИ. Исходя из убеждённости в том, что федеральные крупные СМИ зависят от своих владельцев, а следовательно, дают не проверенную, актуальную и объективную информацию, а политически ангажированную, возникает медиа-активизм, как выход для использования новых информационных коммуникативных технологий, создаваемых в целях удовлетворения нужд социальных слоев и общественных движений, для публикаций новых гражданских авторов. Таким образом можно описать возникновения феномена тактических медиа.
Тактические медиа часто формируются в интересах групп или индивидов, ощутивших себя в какой-то степени ущемленными широкой культурой или массовыми СМИ. Это малозатратные, но технологичные средства массовой коммуникации, которые создаются для проведения различных кампаний — рекламных, предвыборных, политических, для продвижения протестных лозунгов, для публикации инакомыслия, для мыслей бунта. Тактические медиа участвуют в формировании новых социальных сетей, в организации акций в киберпространстве, к ним относят и пиратское радио, и пиратское, в том числе кабельное, сетевое телевидение, различные интернет-радио, интернет-ТВ, создание роликов и акций.

## Проведение протестных политических акций
Современные тактические медиа в своих действиях используют в основном сетевое пространство, но в то же время часто выходят на пространство физическое. Такие тактические медиапроекты служат не только источником информации, но и средством быстрой мобилизации людей для проведения, например, политических акций, когда при помощи коммуникации в интернете группы недовольных существующими порядками координируют свои действия и выходят затем на политические флэшмобы, митинги, акции.
Наиболее последовательным воплощением этой концепции стал Независимый медиа-центр (Independent Media Center, сокращенно Indymedia), созданный в Сиэтле в 1999 году во время саммита Всемирной торговой организации. Материалы, публиковавшиеся в Интернете, стали альтернативным источником новостей о саммите. Кроме того, сайт координировал уличные протесты. Вот как сформулированы смысл и задачи работы этой информационной сети: «Главной идеей Индимедии является превращение простого потребителя информации в её производителя. Индимедию делает не столько редакция, сколько её активисты. Активистом мы считаем любого человека, публикующего на Индимедии свои материалы».
Также тактические медиа организуют акции против глобальных организаций (G8, G20, ВТО) и корпораций (Microsoft, Pepsi, Nike и др.).

## Тактические медиа и искусство
Тактические медиа часто сочетают в себе активизм и искусство, они могут иметь очень высокую эстетическую ценность. Художники используют межкультурное пространство для призывов к социальным изменениям, объединяясь с общественными движениями и субкультурами. Так, международный фестиваль активистского искусства «МедиаУдар», который, проводится начиная с 2011 года в нескольких российских городах, направлен на создание платформы для взаимодействия активистов из разных регионов страны, поддержку гражданских низовых инициатив, построение платформы для взаимодействия угнетаемых групп общества (ЛГБТ, мигранты и др.), помощь политзаключенным, а также защиту окружающей среды. В программу мероприятий фестиваля входят выставки, дискуссии, лекции, круглые столы, воркшопы и мастер-классы, перформансы, а также городские интервенции.

## Тактические медиа в России
Кроме перечисленных выше яркими образцами использования тактических медиа в России стали события на Болотной площади в Москве (2011 год) и акции протеста против коррупции в высших эшелонах власти в 2017 году после выхода в свет фильма «Он вам не Димон».
Проект Алексея Навального «Фонд борьбы с коррупцией» (ФБК), который вырос из интернет-проекта «РосПил» также можно отнести к тактическим медиа. Этот проект обладает главной отличительной особенностью данной категории — он выражает массовую идею радикального протеста против коррумпированности чиновников. Призывы Алексея Навального и его Фонда бороться против коррупции сегодня обращены к собственно сформированной аудитории, они имеют точное идеологическое и политическое позиционирование, которое основано на борьбе общества с коррупцией с применением общественного контроля.